# Mutter der Kirche

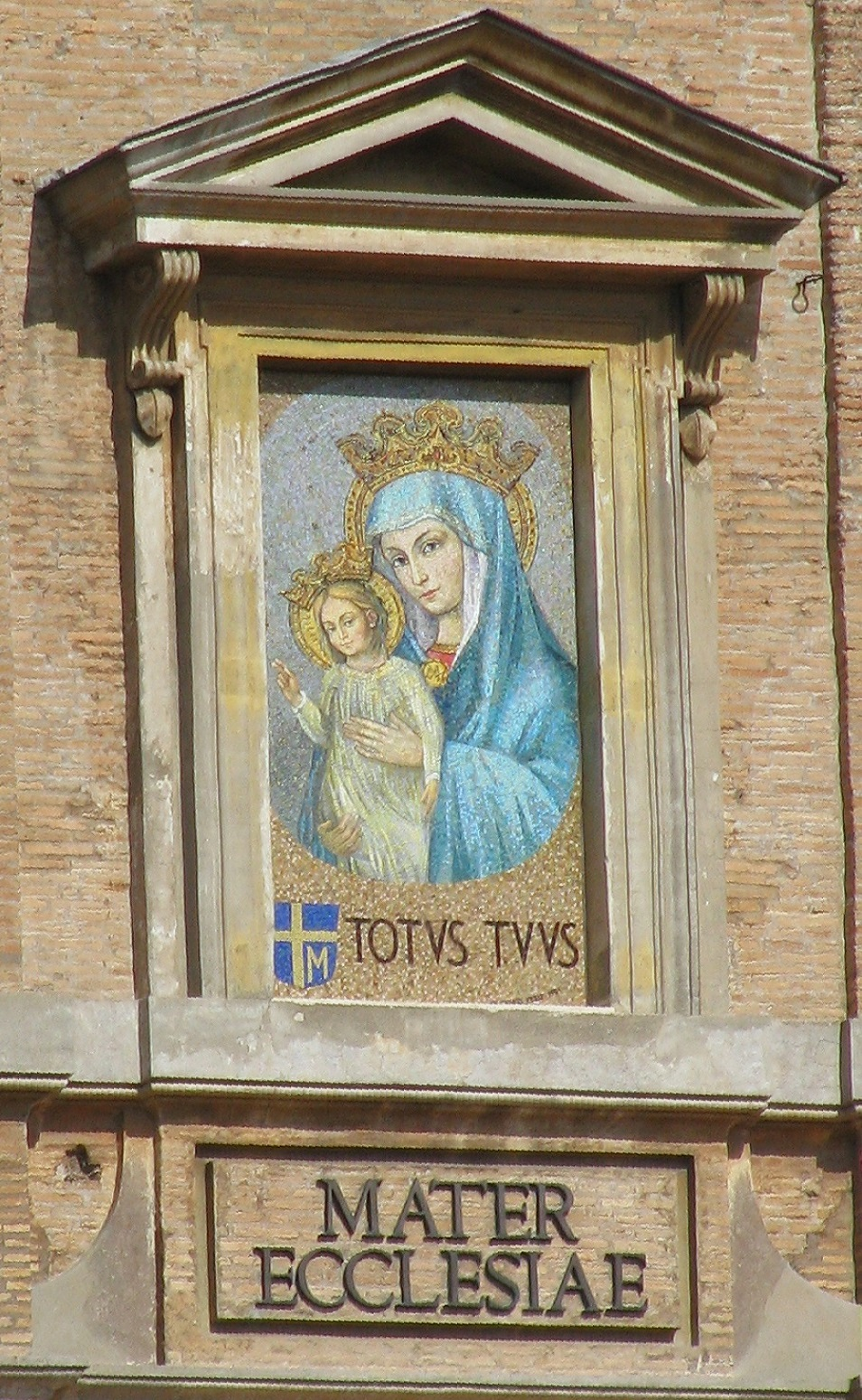
Darstellung der Gottesmutter am Apostolischen Palast mit der Inschrift Mater Ecclesiae

Mutter der Kirche (lateinisch Mater Ecclesiae) ist ein Marientitel, mit dem Maria als Mutter der Kirche, des mystischen Leibes Christi, verehrt wird. Er ist seit dem 4. Jahrhundert bei dem Kirchenvater Ambrosius bekannt, der das Bild von der Mutter Kirche mit Maria als dem „personifizierten ‚Urbild der Kirche‘“ verknüpft. Im Hochmittelalter fand der Marientitel eine weite Verbreitung.
Papst Franziskus nahm den Gedenktag der seligen Jungfrau Maria, Mutter der Kirche (Memoria B. Mariæ Virginis, Ecclesiæ Matris) am 11. Februar 2018, dem Gedenktag Unserer Lieben Frau von Lourdes, in den Römischen Generalkalender auf. Er soll in Zukunft in der ganzen Kirche am Pfingstmontag begangen werden, wie der Heilige Stuhl im März desselben Jahres in Rom bekanntgab. Bisher wurde das Fest nur in einzelnen Diözesen und Ordensgemeinschaften gefeiert, wo es auch weiter am bisherigen Tag begangen werden kann.
Die Konstitution des Zweiten Vatikanischen Konzils über die Kirche Lumen gentium beschreibt Maria als Teil der Kirche und als „geliebte Mutter“. Als solche wird sie von der Kirche verehrt.
Der Titel wurde immer wieder von den Päpsten verwendet, unter anderem Benedikt XIV. 1748, Leo XIII. 1885, Johannes XXIII. und Paul VI. sowie Johannes Paul II. Erst Hugo Rahner entdeckte 1944, dass bereits Ambrosius im 4. Jahrhundert den Titel verwendet hatte. Hugo Rahners Mariologie, die auf Ambrosius und den anderen Kirchenvätern aufbaut, hatte großen Einfluss auf Paul VI. und das Konzil. Paul VI. hat den Titel am Ende der dritten Sitzungsperiode am 21. November 1964 (Gedenktag Unserer Lieben Frau in Jerusalem) aus eigenem Bestreben heraus verkündet und fügte ihn den Anrufungen der Lauretanischen Litanei an zweiter Stelle nach Mutter Christi hinzu.
Der Katechismus der Katholischen Kirche führt den Titel darauf zurück, dass Maria nicht nur Gottesgebärerin, sondern auch Mutter aller Gläubigen sei, wie Augustinus in De sancta virginitate schreibt: „sie hat in Liebe mitgewirkt, daß die Gläubigen in der Kirche geboren würden, die dieses Hauptes Glieder sind“. Nach dem heiligen Papst Johannes Paul II. könne Maria aufgrund ihrer Verehrung als Mutter des Heils, Mutter des Lebens und der Gnaden und Mutter der Erlösten und der Lebenden wahrlich als Mutter der ganzen Kirche gelten. Benedikt XVI. weist darauf hin, dass es auf den ersten Blick zufällig scheinen möge, dass das Konzil die Mariologie als Teil der Ekklesiologie verstand, damit aber tatsächlich ein inneres Wesensmerkmal der Kirche, die Identifikation mit Maria, ausgedrückt werde. Rahner zeigte, dass es dieses Verständnis auch schon bei den Kirchenvätern gab.
Die Anrufung Marias als Mutter der Kirche steht in innerem Zusammenhang mit der uralten Bezeichnung der Kirche selbst als Mutter (Mater Ecclesia).

## Patrozinium
Der Marientitel ist Patrozinium vieler Kirchen, des Karmelitinnenklosters Maria, Mutter der Kirche in Speyer sowie der Benediktinerabtei Mater Ecclesiae auf der Isola San Giulio im Piemont und des Klosters Mater Ecclesiae in den vatikanischen Gärten, unter anderem Wohnsitz des emeritierten Papstes Benedikt XVI. Er ist namengebend für die von Matilde Téllez Robles (1841–1902) im Jahre 1884 gegründete Kongregation der Hijas de María Madre de la Iglesia.